# فاندر (تشارنت ماريتيم)
فاندر (بالفرنسية: Vandré, Charente-Maritime)‏ هي بلدية تقع في فرنسا في Canton of Surgères.[بحاجة لمصدر] يقدر عدد سكانها بـ 760 نسمة ومساحتها 14.57 كم2 وترتفع عن سطح البحر 15 متر.